# Alex Nørlund
Alex Nørlund (ur. 28 stycznia 1975 w Vejle) – duński piłkarz występujący na pozycji pomocnika.

## Życiorys
Juniorską karierę rozpoczynał w Jelling FS, grał także w juniorach Vejle BK. W 1993 roku został włączony do pierwszej drużyny. Zadebiutował w niej w czerwcu w przegranym 2:4 towarzyskim meczu z Zambią. W lidze natomiast zadebiutował 14 maja 1994 roku w wygranym 3:1 spotkaniu z Brønshøj BK. 29 marca 1995 roku zadebiutował w reprezentacji Danii U-21, co miało miejsce podczas wygranego 5:1 meczu z Cyprem. Po awansie Vejle do Superligaen zadebiutował w najwyższej duńskiej klasie rozgrywkowej 30 lipca 1995 roku w przegranym 1:3 spotkaniu z Brøndby IF. W sezonie 1996/1997 zdobył wicemistrzostwo Danii, a 15 września 1998 roku wystąpił w wygranym 1:0 meczu z Betisem w ramach Pucharu UEFA. W 1999 roku opuścił klub i przeszedł do Viborg FF. Z klubem tym w 2000 roku wygrał Puchar Danii. W sezonie 2000/2001 wystąpił w meczach Pucharu UEFA, w których Viborg wyeliminował CSKA Moskwa i odpadł z Rayo Vallecano. W lutym 2001 roku przebywał na testach w Walsall F.C., jednak w lipcu powrócił do Vejle. Po spadku drużyny do 1. division, w 2002 roku Nørlund podpisał kontrakt z AGF. W marcu 2004 roku ponownie został piłkarzem Viborg FF, gdzie występował do 2006 roku. Następnie przeszedł do Vejle BK. Karierę zakończył w 2009 roku, występując ogółem w 299 meczach Superligaen. Po zakończeniu kariery zawodniczej był komentatorem sportowym. W 2013 roku był trenerem Odder IGF, a następnie, do 2017 roku, pełnił funkcję trenera Hedensted IF. W 2021 roku został dyrektorem sportowym HIF

## Statystyki ligowe
| Sezon         | Klub      | Liga        | Mecze | Gole |
| ------------- | --------- | ----------- | ----- | ---- |
| 1995/1996     | Vejle BK  | Superligaen | 12    | 0    |
| 1996/1997     | Vejle BK  | Superligaen | 15    | 1    |
| 1997/1998     | Vejle BK  | Superligaen | 27    | 5    |
| 1998/1999     | Vejle BK  | Superligaen | 28    | 6    |
| 1999/2000     | Viborg FF | Superligaen | 25    | 4    |
| 2000/2001     | Viborg FF | Superligaen | 29    | 3    |
| 2001/2002     | Vejle BK  | Superligaen | 31    | 9    |
| 2002/2003     | Aarhus GF | Superligaen | 27    | 2    |
| 2003/2004 (j) | Aarhus GF | Superligaen | 11    | 1    |
| 2003/2004 (w) | Viborg FF | Superligaen | 9     | 1    |
| 2004/2005     | Viborg FF | Superligaen | 25    | 0    |
| 2005/2006     | Viborg FF | Superligaen | 28    | 4    |
| 2006/2007     | Vejle BK  | Superligaen | 19    | 1    |
| 2007/2008     | Vejle BK  | 1. division | 25    | 3    |
| 2008/2009     | Vejle BK  | Superligaen | 13    | 0    |